# Otto Farrant
Otto Farrant (Londra, 13 novembre 1996) è un attore britannico.

## Biografia
Cresciuto a Tooting, quartiere della zona sud di Londra, ha frequentato la Graveney School.

### Carriera
Nel 2010 debutta sul grande schermo nel film Scontro tra titani, dove interpreta la versione giovane di Perseo. Lo stesso anno compare anche in un episodio della serie televisiva Metropolitan Police. Tra le sue interpretazioni figurano Thomas Grey nella serie tv The White Queen, Petya Rostov nella miniserie Guerra e pace e Nadal Topal in due episodi di Strike Back.
Il successo internazionale arriva nel 2020, quando è il protagonista della serie tv Alex Rider, tratta dagli omonimi romanzi di Anthony Horowitz e trasmessa da Amazon Prime Video.

## Filmografia

### Cinema
- Scontro tra titani (Clash of the Titans), regia di Louis Leterrier (2010)
- The Great Ghost Rescue, regia di Yann Samuell (2011)
- Il pescatore di sogni (Salmon Fishing in the Yemen), regia di Lasse Hallström (2011)
- Ai confini del mondo - La vera storia di James Brooke (Edge of the World), regia di Michael Haussman (2021)

### Televisione
- The White Queen - serie TV, 5 episodi (2013)
- Silk - serie TV, 1 episodio (2014)
- Marcella - serie TV, 2 episodi (2016)
- Guerra e pace (War & Peace) - miniserie televisiva (2016)
- Mrs Wilson - serie TV, 3 episodi (2018)
- Strike Back - serie TV, 2 episodi (2020)
- Alex Rider - serie TV, 24 episodi (2020-2024)